# Hemisphaerius varicolor
Hemisphaerius varicolor är en insektsart som beskrevs av Stsl 1870. Hemisphaerius varicolor ingår i släktet Hemisphaerius och familjen sköldstritar. Inga underarter finns listade i Catalogue of Life.